# Cirio H. Santiago
Pour les articles homonymes, voir Santiago (homonymie).
Cirio H. Santiago, né le 18 janvier 1936 dans le Grand Manille (Philippines) et mort le 26 septembre 2008 à Makati (Grand Manille), est un réalisateur et scénariste philippin.

## Filmographie
C.H. Santiago fut actif à partir des années 1950 jusqu'à sa mort en 2008, comme réalisateur, scénariste mais aussi producteur.

### Réalisateur
- 1954 :
  - Paltik
- 1956 :
  - 4 Na Kasaysayang Ginto (segment 30 Sandali)
- 1957 :
  - Bicol Express (4e segment)
  - Pusakal
- 1958 :
  - Pepeng Kaliwete
  - Water Lily
  - Laban sa Lahat
  - Pusang Itim
- 1959 :
  - Ultimatum
  - Hawaiian Boy
- 1960 :
  - Sandakot Na Alabok
  - Pautang ng Langit
  - Pagsapit ng Hatinggabi (4e segment)
  - Sa Ibabaw ng Aking Bangkay
- 1961 :
  - Konsiyerto ng Kamatayan (segment Lumuluhang Bangkay)
  - Nagbabagang Lupa
  - Pitong Gabi sa Paris
  - Mga Yapak na Walang Bakas
- 1962 :
  - Walang Susuko
  - Masikip ang Daigdig
  - Leon Marahas
- 1963 :
  - The Big Show
  - Sa Pagitan ng Dalawang Mata
  - Los Palikeros
  - Magnong Mandurukot
- 1964 :
  - Ging (en)
  - Duwag ang Sumuko
  - Lagalag
  - Bakas ng Dragon
  - Saan Man Sulok ng Daigdig
  - Scorpio
- 1965 :
  - Kaaway Bilang Uno
  - Darna at ang Babaing Tuod ou Darna and the Tree Monster
  - 7 Mukha ni Dr. Ivan
  - Hanapin si Leo Baron
- 1966 :
  - Pistolero
  - Kardong Kaliwa
  - Wanted: Johnny L (avec Cesar J. Amigo, Teodorico C. Santos, Gerardo de Leon et Eddie Romero)
  - Room 69 (avec Gerardo de Leon)
  - Tiagong Lundag
- 1967 :
  - Ang Limbas at ang Lawin
  - Marko Asintado
  - Alamid (Agent 777)
  - Operation: Impossible
- 1969 :
  - Panagupa
- 1971 :
  - Lollipops and Roses
  - Once Upon a Time (avec Zenaida Amador)
- 1973 :
  - Fly Me (en)
  - Savage! (en) ou Black Valor
- 1974 :
  - Fe, Esperanza, Caridad (avec Lamberto V. Avellana (en) et Gerardo de Leon)
  - TNT Jackson (en) ou Dynamite Wong and TNT Jackson
  - Carnival Song
  - Happy Days Are Here Again
- 1975 :
  - Cover Girl Models (en)
- 1976 :
  - Ebony, Ivory & Jade (en) ou She-Devils in Chains, American Beauty Hostages, Foxfire, Foxforce
  - The Muthers (en)
- 1978 :
  - Hell Hole ou Escape from Women’s Hell Hole (USA) ou Women of Hell’s Island
  - Vampire Hookers (en)
  - Death Force
- 1979 :
  - Modelong Tanso
- 1980 :
  - Ang Galing-Galing Mo, Mrs. Jones
- 1981 :
  - Machete Maidens of Mora Tao
  - Attaque à mains nues (Firecracker ou Naked Fist)
- 1983 :
  - Stryker (en) ou Savage Dawn (titre pour la sortie en vidéo)
  - Caged Fury
- 1984 :
  - Final Mission ou Last Mission
- 1985 :
  - The Devastator ou Kings Ransom ou The Destroyers
  - Wheels of Fire (en) ou Desert Warrior ou Pyro ou Vindicator
  - Vengeance (en) (Naked Vengeance)
- 1986 :
  - Silk
  - Future Hunters ou Deadly Quest ou Spear of Destiny
- 1987 :
  - Eye of the Eagle (en)
  - Apocalypse Warriors (Equalizer 2000 (en))
  - Killer Instinct ou Behind Enemy Lines (USA)
  - Fast Gun
  - Demon of Paradise (en)
- 1988 :
  - The Sisterhood
  - The Expendables (en)
- 1989 :
  - Silk 2
  - Nam Angels
- 1990 :
  - Last Stand at Lang Me ou Eye of the Eagle 3
  - Dune Warriors
- 1991 :
  - Field of Fire
- 1992 :
  - Raiders of the Sun
  - Beyond the Call of Duty
- 1993 :
  - Live by the Fist
  - Kill Zone
  - Firehawk (V)
  - Angelfist
- 1994 :
  - Ultimatum
  - Stranglehold
  - One Man Army ou Kick & Fury
  - Caged Heat II: Stripped of Freedom ou Prisoners
- 1997 :
  - Vulcan
  - Nagmumurang Kamatis
  - Anak ng Bulkan
- 1999 :
  - Aladdin and the Adventure of All Time
- 2003 :
  - When Eagles Strike (en)

### Scénariste
- 1970 : Pipo (A Time for Dying)
- 1978 : Hell Hole ou Escape from Women’s Hell Hole (USA) ou Women of Hell’s Island
- 1981 : Firecracker ou Naked Fist
- 1983 : Time for Dying
- 1986 : Silk (sujet)
- 1997 : Vulcan (sujet)
- 1997 : Anak ng Bulkan (sujet)
- 2003 : Opération Balikatan (en)